# Partecipanti al Giro di Polonia 2022
Elenco dei partecipanti al Giro di Polonia 2022.
Il Giro di Polonia 2022 è stato la settantanovesima edizione della corsa. Alla competizione presero parte 23 squadre: le 18 con licenza UCI World Tour 2022, 4 UCI ProTeam e una selezione nazionale.
Partenza con 160 ciclisti accreditati.

## Corridori per squadra
Nota: R ritirato, NP non partito, FT fuori tempo, SQ squalificato
| Quick-Step Alpha Vinyl Team        | Quick-Step Alpha Vinyl Team        | Quick-Step Alpha Vinyl Team        | AG2R Citroën Team       | AG2R Citroën Team       | AG2R Citroën Team       | Astana Qazaqstan Team | Astana Qazaqstan Team | Astana Qazaqstan Team |
| ---------------------------------- | ---------------------------------- | ---------------------------------- | ----------------------- | ----------------------- | ----------------------- | --------------------- | --------------------- | --------------------- |
| N°                                 | Ciclista                           | Clas.                              | N°                      | Ciclista                | Clas.                   | N°                    | Ciclista              | Clas.                 |
| 1                                  | Rémi Cavagna                       | 6°                                 | 11                      | Felix Gall              | 15°                     | 21                    | Samuele Battistella   | 7°                    |
| 2                                  | Mark Cavendish                     | NP6ª                               | 12                      | Dorian Godon            | 17°                     | 22                    | Evgenij Fëdorov       | 66°                   |
| 3                                  | Josef Černý                        | 117°                               | 13                      | Marc Sarreau            | NP6ª                    | 23                    | Michele Gazzoli       | 80°                   |
| 4                                  | Mauro Schmid                       | NP5ª                               | 14                      | Nans Peters             | 59°                     | 24                    | Davide Martinelli     | 113°                  |
| 5                                  | Zdeněk Štybar                      | 57°                                | 15                      | Antoine Raugel          | 54°                     | 25                    | Evgenij Gidič         | 102°                  |
| 6                                  | Bert Van Lerberghe                 | 105°                               | 16                      | Michael Schär           | 46°                     | 26                    | Christian Scaroni     | 71°                   |
| 7                                  | Mauri Vansevenant                  | 26°                                | 17                      | Andrea Vendrame         | 45°                     | 27                    | Harold Tejada         | 14°                   |
| Bahrain Victorious                 | Bahrain Victorious                 | Bahrain Victorious                 | Bora-Hansgrohe          | Bora-Hansgrohe          | Bora-Hansgrohe          | Cofidis               | Cofidis               | Cofidis               |
| N°                                 | Ciclista                           | Clas.                              | N°                      | Ciclista                | Clas.                   | N°                    | Ciclista              | Clas.                 |
| 31                                 | Phil Bauhaus                       | 107°                               | 41                      | Giovanni Aleotti        | 23°                     | 51                    | Piet Allegaert        | NP6ª                  |
| 32                                 | Pello Bilbao                       | 3°                                 | 42                      | Cesare Benedetti        | 68°                     | 52                    | Alexandre Delettre    | 39°                   |
| 33                                 | Edoardo Zambanini                  | 33°                                | 43                      | Sam Bennett             | 110°                    | 53                    | Thomas Champion       | 36°                   |
| 34                                 | Heinrich Haussler                  | 97°                                | 44                      | Sergio Higuita          | 8°                      | 54                    | Davide Cimolai        | 101°                  |
| 35                                 | Filip Maciejuk                     | 55°                                | 45                      | Jordi Meeus             | R 6ª                    | 55                    | Simone Consonni       | R 5ª                  |
| 36                                 | Jonathan Milan                     | 70°                                | 46                      | Ryan Mullen             | 121°                    | 56                    | Tom Bohli             | 87°                   |
| 37                                 | Stephen Williams                   | 47°                                | 47                      | Shane Archbold          | NP6ª                    | 57                    | Jelle Wallays         | NP2ª                  |
| EF Education-EasyPost              | EF Education-EasyPost              | EF Education-EasyPost              | Groupama-FDJ            | Groupama-FDJ            | Groupama-FDJ            | Ineos Grenadiers      | Ineos Grenadiers      | Ineos Grenadiers      |
| N°                                 | Ciclista                           | Clas.                              | N°                      | Ciclista                | Clas.                   | N°                    | Ciclista              | Clas.                 |
| 61                                 | Diego Camargo                      | 93°                                | 71                      | Arnaud Démare           | 58°                     | 81                    | Richard Carapaz       | 22°                   |
| 62                                 | Simon Carr                         | 19°                                | 72                      | Bruno Armirail          | 10°                     | 82                    | Ethan Hayter          | 1°                    |
| 63                                 | Jens Keukeleire                    | 86°                                | 73                      | Jacopo Guarnieri        | 122°                    | 83                    | Jhonatan Narváez      | 50°                   |
| 64                                 | Mark Padun                         | 13°                                | 74                      | Ignatas Konovalovas     | 77°                     | 84                    | Salvatore Puccio      | 118°                  |
| 65                                 | Sean Quinn                         | 21°                                | 75                      | Quentin Pacher          | 16°                     | 85                    | Magnus Sheffield      | 81°                   |
| 66                                 | Marijn van den Berg                | 79°                                | 76                      | Miles Scotson           | NP6ª                    | 86                    | Ben Tulett            | 5°                    |
| 67                                 | Łukasz Wiśniowski                  | 126°                               | 77                      | Bram Welten             | 90°                     | 87                    | Elia Viviani          | 115°                  |
| Intermarché-Wanty-Gobert Matériaux | Intermarché-Wanty-Gobert Matériaux | Intermarché-Wanty-Gobert Matériaux | Israel-Premier Tech     | Israel-Premier Tech     | Israel-Premier Tech     | Jumbo-Visma           | Jumbo-Visma           | Jumbo-Visma           |
| N°                                 | Ciclista                           | Clas.                              | N°                      | Ciclista                | Clas.                   | N°                    | Ciclista              | Clas.                 |
| 91                                 | Baptiste Planckaert                | R 1ª                               | 101                     | Reto Hollenstein        | 49°                     | 111                   | Mick van Dijke        | 65°                   |
| 92                                 | Quinten Hermans                    | 20°                                | 102                     | Sebastian Berwick       | 24°                     | 113                   | Olav Kooij            | 83°                   |
| 93                                 | Laurens Huys                       | 34°                                | 103                     | Matthias Brändle        | 98°                     | 114                   | Michel Hessmann       | 63°                   |
| 94                                 | Julius Johansen                    | 100°                               | 104                     | Alessandro De Marchi    | 61°                     | 115                   | Tosh Van Der Sande    | 60°                   |
| 95                                 | Hugo Page                          | 44°                                | 105                     | Alex Dowsett            | 89°                     | 116                   | Sam Oomen             | NP2ª                  |
| 96                                 | Gerben Thijssen                    | 108°                               | 106                     | Taj Jones               | 88°                     | 117                   | Mike Teunissen        | NP6ª                  |
| 97                                 | Boy van Poppel                     | 94°                                | 107                     | Mads Würtz Schmidt      | 38°                     |                       |                       |                       |
| Movistar Team                      | Movistar Team                      | Movistar Team                      | Team BikeExchange-Jayco | Team BikeExchange-Jayco | Team BikeExchange-Jayco | Lotto Soudal          | Lotto Soudal          | Lotto Soudal          |
| N°                                 | Ciclista                           | Clas.                              | N°                      | Ciclista                | Clas.                   | N°                    | Ciclista              | Clas.                 |
| 121                                | William Barta                      | 32°                                | 131                     | Matteo Sobrero          | 4°                      | 141                   | Steff Cras            | 25°                   |
| 122                                | Juri Hollmann                      | 41°                                | 132                     | Alexander Edmondson     | R 2ª                    | 142                   | Jasper De Buyst       | NP6ª                  |
| 123                                | Johan Jacobs                       | NP2ª                               | 133                     | Kaden Groves            | 52°                     | 144                   | Thomas De Gendt       | 99°                   |
| 124                                | Max Kanter                         | 56°                                | 134                     | Michael Hepburn         | 51°                     | 145                   | Jarrad Drizners       | 72°                   |
| 125                                | Oier Lazkano                       | R 2ª                               | 135                     | Lucas Hamilton          | 18°                     | 146                   | Roger Kluge           | 111°                  |
| 126                                | Abner González                     | 30°                                | 136                     | Lawson Craddock         | 78°                     | 147                   | Kamil Małecki         | 92°                   |
| 127                                | Óscar Rodríguez                    | 42°                                | 137                     | Kelland O'Brien         | 106°                    | 148                   | Sylvain Moniquet      | 11°                   |
| Team DSM                           | Team DSM                           | Team DSM                           | Trek-Segafredo          | Trek-Segafredo          | Trek-Segafredo          | UAE Team Emirates     | UAE Team Emirates     | UAE Team Emirates     |
| N°                                 | Ciclista                           | Clas.                              | N°                      | Ciclista                | Clas.                   | N°                    | Ciclista              | Clas.                 |
| 151                                | Thymen Arensman                    | 2°                                 | 161                     | Daan Hoole              | 75°                     | 171                   | Pascal Ackermann      | 84°                   |
| 152                                | Nikias Arndt                       | 31°                                | 162                     | Emīls Liepiņš           | 103°                    | 172                   | Davide Formolo        | 29°                   |
| 153                                | Marco Brenner                      | 12°                                | 163                     | Jacopo Mosca            | 112°                    | 173                   | Vegard Stake Laengen  | 48°                   |
| 154                                | Jonas Hvideberg                    | 76°                                | 164                     | Matteo Moschetti        | R 4ª                    | 174                   | Sebastián Molano      | 85°                   |
| 155                                | Niklas Märkl                       | 109°                               | 165                     | Edward Theuns           | 53°                     | 175                   | Rui Oliveira          | 64°                   |
| 156                                | Joris Nieuwenhuis                  | 125°                               | 166                     | Antonio Tiberi          | 43°                     | 176                   | Oliviero Troia        | 114°                  |
| 157                                | Sam Welsford                       | 116°                               | 167                     | Antwan Tolhoek          | NP2ª                    | 177                   | Diego Ulissi          | 9°                    |
| Alpecin-Deceuninck                 | Alpecin-Deceuninck                 | Alpecin-Deceuninck                 | Caja Rural-Seguros RGA  | Caja Rural-Seguros RGA  | Caja Rural-Seguros RGA  | Team Novo Nordisk     | Team Novo Nordisk     | Team Novo Nordisk     |
| N°                                 | Ciclista                           | Clas.                              | N°                      | Ciclista                | Clas.                   | N°                    | Ciclista              | Clas.                 |
| 181                                | Mathieu van der Poel               | NP4ª                               | 191                     | Julen Amezqueta         | 69°                     | 201                   | Andrea Peron          | 120°                  |
| 182                                | Sjoerd Bax                         | NP4ª                               | 192                     | Aritz Bagües            | NP2ª                    | 202                   | Péter Kusztor         | 91°                   |
| 183                                | Tobias Bayer                       | NP4ª                               | 193                     | Jefferson Cepeda        | 35°                     | 203                   | Gerd de Keijzer       | R 4ª                  |
| 184                                | Senne Leysen                       | NP4ª                               | 194                     | Iúri Leitão             | 119°                    | 204                   | Sam Brand             | NP6ª                  |
| 185                                | Jakub Mareczko                     | NP4ª                               | 195                     | Sergio Martín           | 40°                     | 205                   | Umberto Poli          | R 7ª                  |
| 186                                | Stefano Oldani                     | NP4ª                               | 196                     | Eduard Prades           | 37°                     | 206                   | David Lozano          | 95°                   |
| 187                                | F. Van Den Bossche                 | NP4ª                               | 197                     | Michal Schlegel         | 62°                     | 207                   | Matyáš Kopecký        | NP5ª                  |
| Uno-X Pro Cycling Team             | Uno-X Pro Cycling Team             | Uno-X Pro Cycling Team             | Nazionale polacca       | Nazionale polacca       | Nazionale polacca       |                       |                       |                       |
| N°                                 | Ciclista                           | Clas.                              | N°                      | Ciclista                | Clas.                   |                       |                       |                       |
| 211                                | Jonas Abrahamsen                   | NP4ª                               | 221                     | Stanisław Aniołkowski   | 74°                     |                       |                       |                       |
| 212                                | Tobias Johannessen                 | NP2ª                               | 222                     | Patryk Stosz            | 127°                    |                       |                       |                       |
| 213                                | Syver Wærsted                      | 123°                               | 223                     | Mateusz Grabis          | 124°                    |                       |                       |                       |
| 214                                | Anders Skaarseth                   | 67°                                | 224                     | Jakub Kaczmarek         | 28°                     |                       |                       |                       |
| 215                                | Rasmus Tiller                      | NP2ª                               | 225                     | Piotr Brożyna           | 104°                    |                       |                       |                       |
| 216                                | Idar Andersen                      | 27°                                | 226                     | Marcin Budziński        | 82°                     |                       |                       |                       |
| 217                                | Jonas Gregaard                     | 73°                                | 227                     | Jakub Murias            | 96°                     |                       |                       |                       |